# Свадьба (фильм, 1964)
«Сва́дьба» (груз. ქორწილი) — советский короткометражный немой чёрно-белый фильм 1964 года режиссёра Михаила Кобахидзе.

## Сюжет

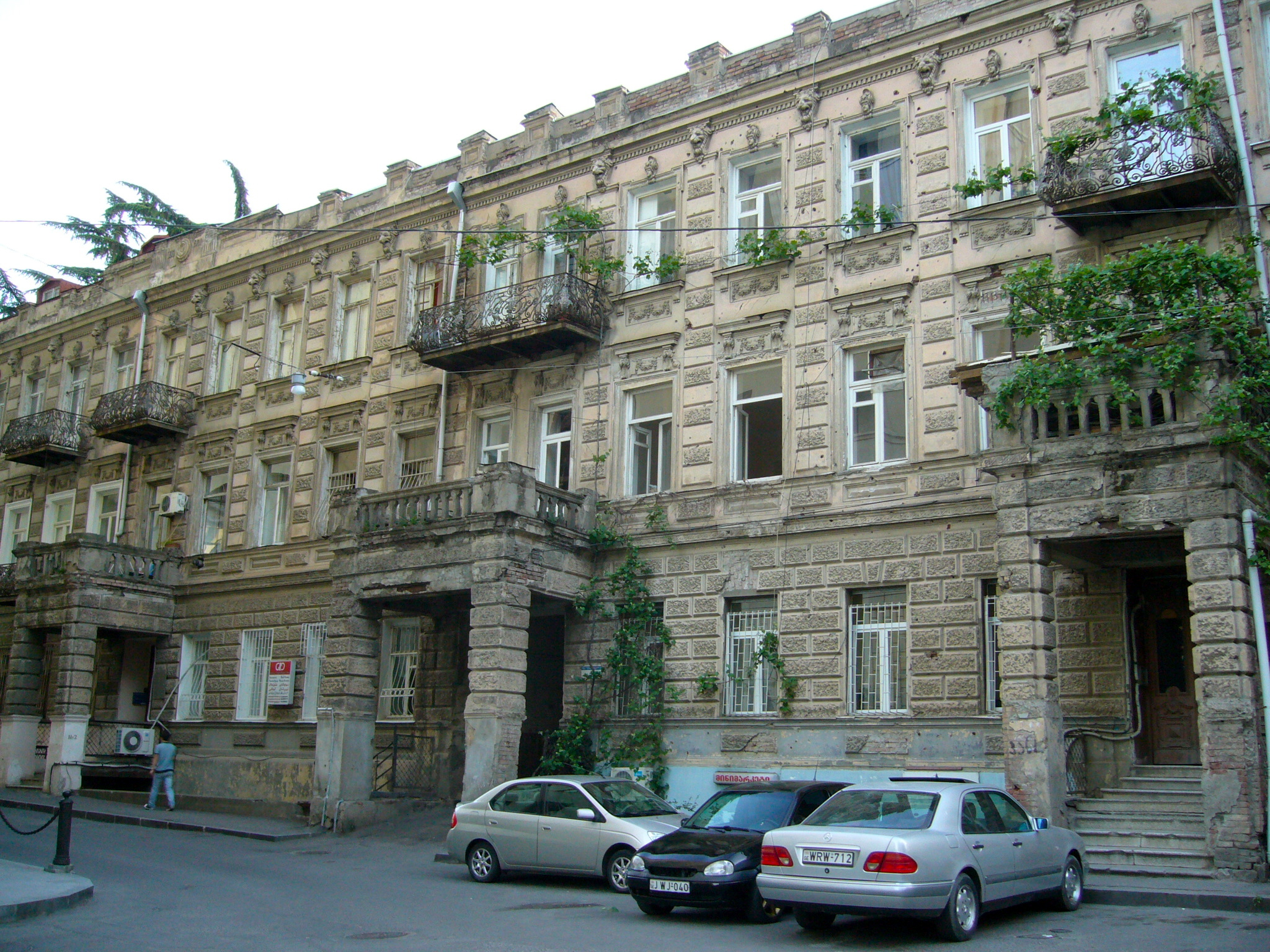
Дом, где жила героиня фильма.

Проезжая в общественном транспорте, парень-мечтатель, работающий аптекарем, знакомится с юной скрипачкой и влюбляется в неё. Однако своим весёлым нравом он очень не понравился её матери. В своих грёзах парень представляет, как придёт в гости к девушке в красивом костюме и с букетом цветов и сразу же понравится её матери. Но он очень удивляется, когда девушка выходит замуж за другого — не в мечтах, а по-настоящему.

## В ролях
- Гоги Кавтарадзе — парень
- Нана Кавтарадзе — девушка
- Екатерина Верулашвили — мать девушки
- Баадур Цуладзе — мужчина с газетой / пассажир автобуса

## История
Фильм был снят в порядке экспромта. Бюджет фильма был крайне ограничен, а цветы, которые нёс главный герой, пришлось срывать в близлежащем сквере.
Съёмки фильма проходили в Тбилиси, ряд эпизодов снят на улице Мераба Коставы (у подземного перехода), главная героиня живёт в доме № 2 по улице Братьев Зубалашвили.
Фильм стал успешным актёрским дебютом в кино Баадура Цуладзе (режиссёра по образованию), снимавшегося в это время у Михаила Кобахидзе в другом короткометражном фильме.
Гоги Кавтарадзе сыграл свою первую роль в кино бесплатно и не верил, что фильм когда-либо будет иметь успех у зрителей. В одном из интервью Баадур Цуладзе вспоминал, что снимался в "Свадьбе" бесплатно, но именно благодаря этому фильму его началась его актерская карьера, так как его впоследствии стали приглашать и другие режиссеры.

## Съёмочная группа
- Оператор — Николай Сухишвили
- Художник — Гиви Гигаури
- Музыкальное оформление Михаила Кобахидзе
- Ассистент оператора — Элизбар Какабадзе
- Звукооператор — Тенгиз Нанобашвили
- Директор картины — Илья Кобидзе
- Сценарий и постановка Михаила Кобахидзе

## Награды
I премия за лучший короткометражный игровой фильм на кинофестивале в Оберхаузене (1965).